# Hamrånge
Hamrånge és un municipi de Gästrikland.
Hamrånge pertanya històricament a Gästrickland i des de 1310 té consideració de parròquia. És una àrea rural al nord de la costa, situat a 8 km al nord de Gävle i a uns 8 km al sud de Söderhamn. La zona es compon de petites villes que en suma tenen 3.600 habitants en una àrea de 320 km².
Des de 1600 a 1800 fou considerat com el "regne del ferro". El 18 de maig de 1721 Hamrånge fou incendiat i tropes russes destruïren la majoria de les explotacions de les zones rurals al llarg de la Costa Nord, durant la Gran Guerra del Nord.